# مارتونه
مارتونه (به ایتالیایی: Martone) یک کومونه در ایتالیا است که در استان رجو کالابریا واقع شده‌است.

## خصوصیات
مارتونه ۸ کیلومترمربع مساحت و ۵۹۷ نفر جمعیت دارد.